# Ганс Георг фон Арнім-Бойценбург
Ганс Георг фон Арнім-Бойценбург (нім. Hans Georg von Arnim-Boitzenburg; 1583 — 28 квітня 1641,Дрезден) — військовий діяч, дипломат Священної Римської імперії, Бранденбургу, Швеції та Саксонії.

## Життєпис
Походив з бранденбурзького шляхетського роду Арнім. Син Бернда фон Арніма, обергофмаршала, та Софії фон дер Шуленбург. Народився 1583 року в замку Бойценбургер-Ланд. Здобув спочатку домашню освіту, виховувався в лютеранському дусі. 1599 року поступив до Франкфуртського університету. 1600 року перейшов до Лейпцизького університету. Закінчив навчання 1606 року в Ростоцькому університеті.
1612 року поступив на військову службу, спочатку перебував в залозі Кенігсбергу. 1613 року через дуель залишив Пруссію і перейшов на шведську службу. Долучився на посаді полковника до військової кампанії проти Московського царства. Водночас виконував дипломатичні завдання Густава II Адольфа, короля Швеції до курфюрства Бранденбургу.
1621 року перейшов до Сигізмунда III, короля Речі Посполитої. 1622 року брав участь у битві під Хотином з османським військом. Після цього повернувся до замку Бойценбург. 1623 року деякий час служив графу Петеру Ернсту II фон Мансфельду, а у 1624—1625 роках знову перебував на службі шведського короля.
1625 року поступив на службу до імператорського генералісимуса Альбрехта фон Валленштайна і невдовзі став  його довіреною особою. 1628 року призначений фельдмаршалом, керував облогою Штральзунду. Потім спрямовано на допомогу Речі Посполитої проти Швеції. 1629 року завдав поразки шведському війську у битві біля Штуму в Мальброкському воєводстві. Потім діяв проти шведів в Померанії. Але того ж року залишив імператорську службу через видання імператором Фердинандом II едикту про реституцію. Перейшов на службу до саксонського курфюрста Йоганна Георга I,  отримавши звання генерал-фельдмаршала.
1631 року на чолі саксонської кінноти брав участь у битві під Брейтенфельдом проти імперської армії на чолі із Іоганом Церкласом Тіллі. Слідом за цим зайняв північну Богемію. Через 2 тижні зайняв Прагу. Невдовзі почав таємні перемовини з Валленштайном, внаслідок при наступі останнього Арнім отримав можливість спокійно відступити до Саксонії, а звідси до Сілезії, де його війська сплюндрували князівства Саган і Глогув, що належали Валленштайну. Залишався в Сілезії й не брав 1632 року участь у битві під Лютценом.
1633 року під час перемир'я Арнім зустрівся з Валленштайном, намагаючись перетягнути того на бік Протестанської ліги, втім марно. 1634 року Арнім не прийшов на допомогу в Егер, де Валленштайн опинився фактично наодинці. В результаті колишнього очільника імператорської армії було вбито. Того ж року завдав поразки імператорському війську під орудою Рудольфа фон Коллоредо в битві біля Лігніца. За цим Арнім сплюндрував Північну Богемію. 1635 року залишив саксонську службу на знак протесту проти укладання Паризького миру.
1637 року раптово захоплений шведами в своєму замку Бойценбург, був звинувачений у зраді Швеції. 1638 року Арніму вдалося втекти на шляху до Стокгольму. Після цього перейшов на імператорську службу, розпочавши підготовку військ для вигнання шведської армії з Німеччини. В розпал цих подій 1641 року Арнім помер в Дрездені.